# Willigis Jäger

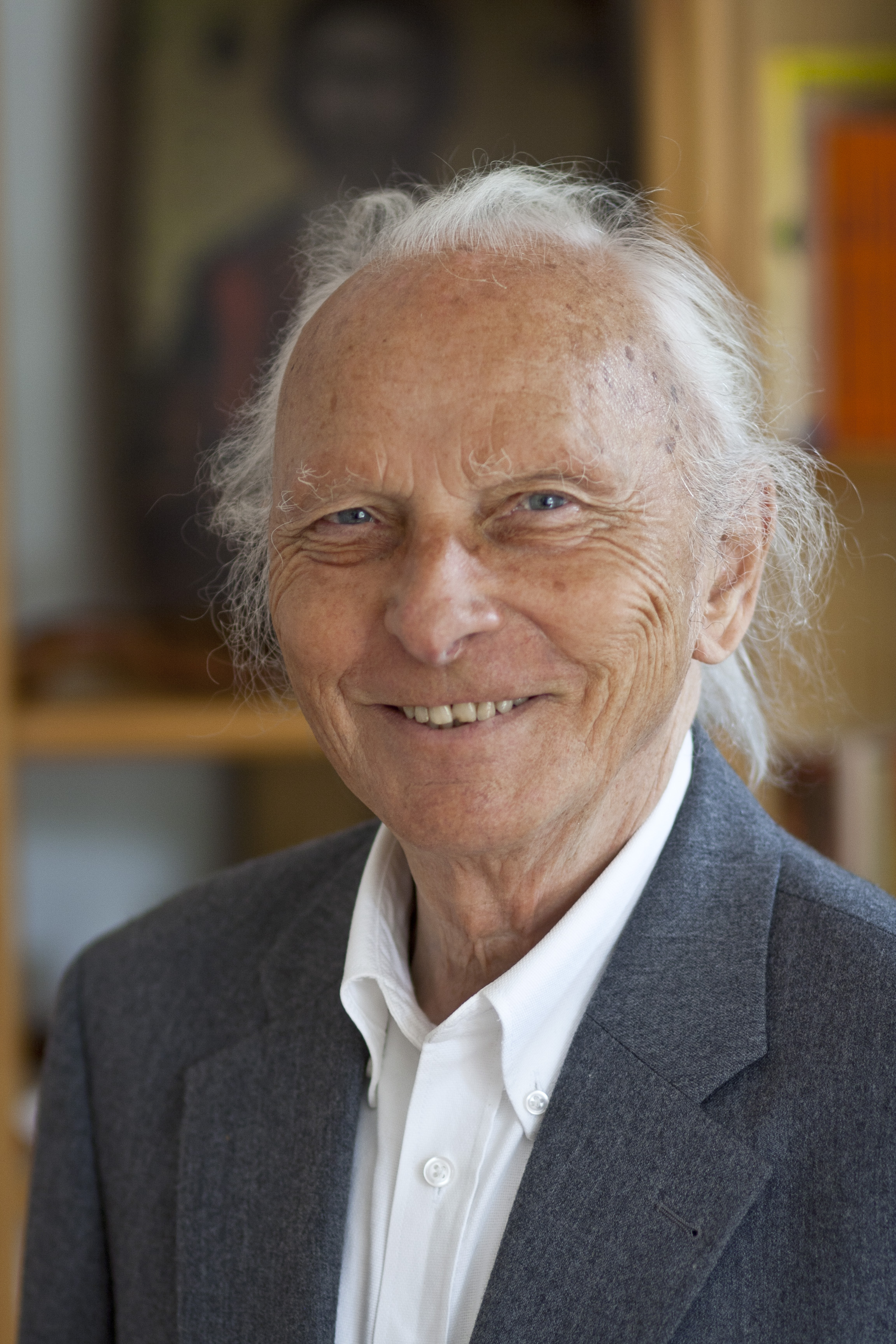
Willigis Jäger (2010)

Willigis Jäger OSB (* 7. März 1925 in Hösbach; † 20. März 2020 in Holzkirchen), mit dem Zen-Namen Koun-ken, war ein deutscher Benediktinermönch und Zen-Meister.

## Leben
Willigis Jäger trat 1946 in die Abtei Münsterschwarzach ein. Ab 1948 studierte er Philosophie und Theologie in Sankt Ottilien und an der Universität Würzburg. 1952 wurde er zum Priester geweiht und war bis 1964 Präfekt und Lehrer im Internat der Abtei Münsterschwarzach. Ab 1960 war er Referent für „Mission und Entwicklung“ beim Bund der deutschen katholischen Jugend in Düsseldorf. Reisen führten ihn in die Dritte Welt, nach Asien und besonders Japan, wo er erstmals mit Zen in Kontakt kam. Ab 1969 übte er Zen in Japan, zuerst im Zentrum von Hugo Makibi Enomiya-Lassalle in Shinmeikutsu, dann ab 1972 als Schüler des Zen-Meisters Yamada Kōun der Schule Sanbō Kyodan, heute Sanbō Zen.
Jäger lebte sechs Jahre in Japan. 1980 erhielt er von Yamada Rōshi die Erlaubnis, Zen zu lehren. Yamadas Nachfolger Kubota Rōshi übertrug Jäger 1996 die volle Lehrerlaubnis Inka shōmei, die Jäger als 87. Nachfolger von Buddha Shakyamuni ausweist. Dadurch war er als Zen-Meister ermächtigt, andere in dieser Übertragungslinie zu bestätigen.
Das inzwischen leerstehende Internat der Abtei Münsterschwarzach wurde 1983 zum Meditationszentrum St. Benedikt umgebaut und von Willigis Jäger bis ins Jahr 2001 geleitet. Um 1990 war unter seiner Leitung der Ökumenische Arbeitskreis kontemplatives Gebet gebildet worden, aus dem Mitte der 1990er Jahre die von ihm gegründete Würzburger Schule der Kontemplation entstand, mit dem Ziel, das kontemplative Gebet und die Mystik in den Kirchen zu beleben.
2003 wurde Jäger Leiter des überkonfessionellen Bildungshauses Benediktushof auf dem Gelände der ehemaligen Benediktinerpropstei in Holzkirchen. 2007 zog er sich aus der operativen Leitung des Benediktushofs zurück und übergab dieses Amt an Doris Zölls und Alexander Poraj. Im selben Jahr gründete er die West-östliche Weisheit – Willigis-Jäger-Stiftung mit Sitz auf dem Benediktushof. Im Juni 2009 gründete er eine eigene Zen-Linie mit Namen Leere Wolke. Im Oktober 2009 erhielt er vom chinesischen Chan-Großmeister Jing Hui die Bestätigung als Chan-Meister und 45. Nachfolger von Lin-Chi (japanisch Rinzai). 2010 übertrug Jäger die Meister-Befugnis Inka shōmei an Doris Zölls und Alexander Poraj. Des Weiteren ernannte er Jef Boeckmans, Marsha Linehan, Paula Weber, Manfred Rosen und Gisela Drescher zu Zen-Meistern in seiner Nachfolge.
Im Juni 2012 wurde eine von ihm gegründete Kontemplationslinie mit dem Namen Wolke des Nichtwissens Willigis Jäger eingeweiht, benannt nach einem alten Text über den mystischen Weg.
Jäger starb im März 2020 im Alter von 95 Jahren.

## Willigis Jägers Denken

### Mystik
Jäger begreift die Mystik als Kern aller Religionen. Auch im Christentum findet er diesen Kern, etwa in der Wolke des Nichtwissens, in der Lehre Meister Eckharts, Cusanus, Johannes Taulers, Jakob Böhmes und anderer. Im Judentum findet sich die Mystik in der Kabbala, im Islam im Sufismus.

### Religionen
Nach Jäger sind alle Religionen auf eine „letzte Wirklichkeit“ gerichtet. Sie sollen auf diese Wirklichkeit hinführen, als Verstehenshilfen, Landkarten, Modelle. Diese Hilfestellungen veralten, wenn sie nicht vom religiösen Erleben her immer neu belebt werden. Er erachtet alle Religionen als wichtige und notwendige Errungenschaften, bemängelt aber, dass Religionen sich schwertun, ihre Starre zu überwinden, um den Menschen Antwort auf die ganz neu gestellten alten Menschheitsfragen zu geben, und dass das mystische Gebet nicht gelehrt werde. Er ist der Ansicht, dass die Evolution neue Bewusstseinsebenen hervorbringen werde. Außerdem meint er, dass Gotteserfahrung Erfahrung von Liebe sei. Das sagten zwar alle Religionen; solange aber dies ein Gebot bleibe, entfalte es keine Wirkung, wie die Geschichte der Religionen und ihre Irrwege zeigten. Jede Religion solle transzendiert werden zur Sophia perennis, der ewigen Weisheit, die heute nur von einer Minderheit gelebt werde, die aber eines Tages als das wahre Ziel jeder Religion erkannt werde. Mystik werde immer dann lebendig, wenn die spirituellen Erfahrungen der Religionsstifter in objektiven, rechtlichen und dogmatischen Formen erstarrt seien. Wenn das Recht über das Leben und das Dogma über die persönliche Erfahrung zu dominieren beginne, entstünden mystische Bewegungen, die einen direkten Kontakt mit Gott suchten. Deshalb hätten sich die theistischen Religionen mit der Mystik immer schwer getan.

„Jede Religion hat heilige Schriften, Rituale und Gebote. Sie sollen dem Menschen helfen, das zu finden, was mit Gott, Gottheit, Wesensnatur, Sunyata usw. bezeichnet wird. Schriften und Rituale können immer nur auf Gott deuten. […] Wer Gott erfahren will, muss Bücher, Rituale und alles mentale Begreifen übersteigen. Darum suchten alle Religionen Wege, die in die Erfahrung der letzten Wirklichkeit führen. Im Buddhismus entwickelten sich Zen, Vipassana und die tibetischen Wege. Bei den Hindus entstanden die verschiedenen Formen des Yoga. Im Islam entfaltete sich der Sufismus, im Judentum die Kabbala und im Christentum die Kontemplation. Es sind das spirituelle Wege, die in die Erfahrung dessen führen sollen, was die Heiligen Schriften und Gebote der verschiedenen Religionen lehren. […] Sie wollen in die Erfahrung der Urwirklichkeit führen. […] Die transzendentalen Erfahrungsräume zählen zur Grundbegabung unserer menschlichen Existenz, wenn auch viele Menschen davon nichts wissen.“

### Der christliche Glaube
Für die Interpretation und Bewertung christlicher Glaubenslehren betrachtet Willigis Jäger das zen-buddhistische Weltbild als maßgebend. Von diesem Weltbild aus interpretiert er auch die biblischen Schriften und den christlichen Glauben, etwa die Gotteslehre.
Der Begriff „Gottheit“ gewinnt bei seinen Ausführungen eine besondere Bedeutung. Für ihn existiert kein persönlicher, von der Schöpfung unabhängiger, allmächtiger personaler Gott, der Himmel und Erde erschaffen hat und sich dem Menschen offenbart, weder als Dreifaltigkeit noch im Sinne Jesu als unigenitus Dei filius. Vielmehr versteht er unter dem Begriff „Gottheit“ ein Letztes, nicht Beschreibbares. Für ihn gibt es keinen fundamentalen Unterschied zwischen Gottheit, Kosmos, Natur und Mensch. Sie sind nichts anderes als die Erscheinung des einen Göttlichen, Das Gottliche offenbare sich „im Baum als Baum, im Tier als Tier und im personhaften Bewusstsein der Menschen als personhaftes Bewusstsein“, im Gras als Gras. Die Evolution des Kosmos ist der sich selbst entfaltende Gott als kosmische Kraft. Es gebe auch keinen absolut guten Gott. Jägers Gott ist gut und böse zugleich. Das Böse habe auch in dieser letzten Wirklichkeit seinen Ursprung. Und da es keinen personalen Gott gibt, könne man das ES auch nicht ansprechen, ebenso wenig könne das ES zu uns sprechen, uns lieben und für uns sorgen. Daher gebe es kein Gebet im Sinne des christlichen Glaubens. Jedes Gebet sei nichts anderes als positive Energie.
Jägers Standpunkte werden kontrovers diskutiert. Gegen eine Auflösung des Ich in Gott sowie gegen die Sichtweise, der zufolge nur noch Gott sei und alle Differenz radikal negiert wird, wird eingewendet, dass die christliche Gotteserfahrung auf ein personales Du verweise. Ohne Beziehung sei weder Liebe noch Freiheit möglich. Gott dürfe deshalb nicht als reine Einheit, sondern müsse als Einheit in Verschiedenheit und damit trinitarisch gedacht werden.
Jesus – Sohn Gottes
Jäger spricht immer wieder von Jesus, auch als dem Sohn Gottes. Er zählt ihn zu den großen, erleuchteten und heiligen Religionsstiftern der Menschheit, die zu den Tiefendimensionen des menschlichen Bewusstseins vorgedrungen sind. Doch nach Jäger war Jesus ausschließlich ein Mensch. Andererseits hat er keine Schwierigkeiten, Jesus „Gottes Sohn“ zu nennen. Doch das ist für ihn nichts Besonderes. Denn für ihn gibt es nichts, was nicht Gottes Sohn wäre. Alles was existiere, sei Sohn Gottes. Denn die ganze Welt sei etwas unfassbar Göttliches.
Jesus – Erlöser der Menschheit durch seinen Tod am Kreuz
Willigis Jäger ist davon überzeugt, Jesu Tod sei die Konsequenz seines Wirkens als Prophet und seiner Auseinandersetzung mit der jüdischen Glaubensbehörde gewesen. Er glaubt sogar, Jesus sei gar nicht begraben worden und sein Leichnam wäre wie bei allen Verbrechern damals den Hunden überlassen worden. Entscheidend ist jedoch für Jäger „dass Jesus selber seinen Tod nicht als Erlösungstod verstanden habe“. Er habe wohl nicht daran gedacht, durch seinen Tod die Menschheit zu erlösen. Sein Kreuzestod sei von Theologen als Sühnetod gedeutet worden. Aber keiner der sogenannten Religionsstifter habe sich als Erlöser verstanden, auch Jesus nicht. Die Deutung des Todes Jesu als Loskauf der Menschen aus den Händen Satans oder zur Wiederherstellung der Ehre Gottes setze „ein primitives Gottesverständnis voraus.“ Bei der Deutung des Todes Jesu ginge es vielmehr um einen Evolutionsprozess im Bewusstsein des Menschen, von einem „archaischen Vorbewusstsein in ein personales Bewusstsein“. Ein notwendiger Schritt in der Menschheitsentwicklung. Nicht das böse Ich falle vom göttlichen Selbst ab, sondern Gott hätte sich vom Menschen zurückgezogen, damit dieser erwachsen würde. Willigis Jäger deutet damit die Erlösung bzw. den Erlösungstod Jesu Christi in einem anderen Sinne als die christliche Glaubenslehre.
Jesu Auferstehung
Jäger ist davon überzeugt, dass Jesus nicht wirklich nach seinem Tod auferstanden ist. Vielmehr sei Ostern ein Ereignis gewesen, das in der Erlebniswelt der Jünger stattfand Auferstehung ist eine Erfahrung der Jünger in dem Sinn, dass das Leben nicht alles ist, und dass auch sie, wie dieser Jesus in eine neue Existenz gegangen ist, auch in eine neue Existenz gehen werden. Beweise für eine Auferstehung im biblischen Sinne gebe es nicht. Die Auferstehungsberichte seien keine Berichte von äußeren, objektiven Erfahrungen, sondern innere Vorstellungen der Jünger, die dann in äußere Begebenheiten bzw. einen Mythos gekleidet worden seien. Dabei sei der antike Mythos des Sterbens und Auferstehens wirksam gewesen und es wirke sich der Wunsch nach einer zeitlosen Existenz aus. Eine Erfahrung dieser zeitlosen Existenz entspräche laut Jäger der Auferstehung. Die Auferstehung ist für ihn also kein spezielles Erlebnis Jesu, sondern eine allgemein menschliche Erfahrung.
Jesu Himmelfahrt
Himmel meint nach christlichem Glauben keine Auffahrt zu den Wolken des Himmels, sondern den endgültige Eintritt Jesu auch als Mensch in seine göttliche Herrlichkeit, dorthin, wo er mit dem Vater zusammen herrscht, und woher er wiederkommen wird (Apg 1,11).
Christi Himmelfahrt sei, so sagt dagegen Willigis Jäger, nur „ein Ausdruck mythologischer Sprachformen“. Wir seien gemeint mit der Himmelfahrt, und wir könnten dasselbe erfahren, was Jesus Christus erfahren habe. Himmel sei die Erkenntnis, dass wir göttlichen Ursprungs sind und dass wir göttliches Leben in uns tragen. Der Himmel bedeute das Hier und Jetzt und Auffahrt bedeute, das Heil im Hier und Jetzt erfahren.
Jesus und das Heil des Menschen
Nach Apostelgeschichte 4,12 schenkt Christus allein das Heil dem Menschen: „Durch keinen anderen gibt es das Heil als durch Jesus Christus. Es gibt auch keinen anderen Namen unter dem Himmel, der den Menschen dazu gegeben wäre. Durch ihn hat Gott unserer Rettung verfügt.“ Willigis Jäger distanzierte sich von diesem Heilsanspruch. Seine Distanzierung von Jesus Christus, der Kirche und dem Christentum überhaupt zeigten sich nach Auffassung seiner Kritiker vor allem:
a) in seinem Bekenntnis zum Zen-Buddhismus und seiner Heilslehre, das sich 1996 mit der offiziellen Berufung als Inka shōmei als bevollmächtigter Lehrer durch die Lehrautoritäten des Zen-Buddhismus und in der Übertragung der Würde des 87. Nachfolger von Buddha Shakyamuni in aller Öffentlichkeit manifestierte.
b) in seiner Lehrtätigkeit, die die Lehre und Lebensgestaltung des Zen-Buddhismus zur unbedingten Lebensorientierung hatte. Das illustriert in eindringlicher Weise Willigis Jäger selbst mit folgenden Worten. Er schreibt: „Wenn jemand sein Schüler werden möchte, er aber feststelle, dass diese Person noch stark im traditionellen religiösen Glauben“ – damit ist wohl der christliche Glaube gemeint – verwurzelt ist, würde er sie darauf hinweisen, „dass sie auf dem Weg, den sie bei ihm gehen lernt, vieles in einem anderen Licht sehen werde, was ihr bis dahin selbstverständlich erschienen sei.“

## Willigis Jägers Bekenntnis
Jäger bekannte sich zu der Auffassung, dass Das "EINE" seine wahre Natur und die aller Wesen sei. Es sei zeitlos und unwandelbar. Es entfalte sich in der Zeit. Es offenbar sich als diese Form, die er sei. Es ist weder gut noch böse und mit nichts vergleichbar. Es sei non-dual, was er mit einem Vergleich mit dem Ozean verdeutlichte. Aus diesem absoluten Jetzt steigen die vielen Formen und Wesen des Universums. So entstehen aus dem Einen Menschen, Tiere, Bäume, Blumen, Steine, Wasser, Berge, Planeten, Monde, Sonnen, selbst unsere Gefühle, Gedanken, Intentionen. Es ist das „Nichts“, das sich immer wieder neu ausformt. „Wir sind eine Form des Nichts, nur ein Wimpernschlag in einem zeitlosen Universum“. Menschen seien nur eine Masche in einem gewaltigen Netz. Wir sollten endlich begreifen, dass wir zuerst Netz sind und dann erst Masche, dass wir zuerst eins mit dem ganzen Universum sind und dann erst einzelne Wesen. Wir sind Kinder des Kosmos. In der Erfahrung unseres kosmischen Bewusstseins wissen wir uns mit allen verbunden, erleben die Einheit des Seins. Da wir das Eine sind, sind wir auch nicht entstanden und werden nicht vergehen. Wir sind unserem Wesen nach ungeboren und unsterblich. Wir gehen im Tod nicht unter. Wir verlieren nur diese Form. Die äußere Form wird sterben, aber was wir sind, ist unvergänglich. Es ist das Eintauchen in das kosmische transmentale, transpersonale Eine. Sterben ist die Rückkehr in unser wahres Wesen, dem wir entstiegen sind. Die Religionen sprechen von einem Jenseits, in das wir einmal eingehen. Aber diese Vorstellung stammt aus einem vormodernen Weltbild. Wir leben aber im 21. Jahrhundert. Einen Himmel und ein ewiges Leben kennt er nicht. Da existiert kein Himmel, Hölle und Fegefeuer, nur der nicht rational erfassbare Seinsgrund. Es geht darum, alle Bilder, Konzepte von Jesus und Gott loszulassen, um das zu begreifen, auf das sie verweisen, auf das zeitlose Jetzt.

## Konflikt mit der römisch-katholischen Kirche
Zum Konflikt mit der katholischen Kirche kam es, als Willigis Jäger 1996 die volle buddhistische Lehrerlaubnis Inka shōmei und die Würde als 87. Nachfolger von Buddha Shakyamuni annahm, was nach dem Urteil der Glaubenskongregation, die im Auftrag des Papstes für die Bewahrung des Evangeliums Christi und des von Christus geschenkten Heils beauftragt ist, als Akt der Apostasie in fide gemäß Can. 1364 § 1 des Codex Iuris Canonici 1983, des Glaubensabfalls, galt, angesichts der fundamentalen Unterschiede zwischen dem Zen-Buddhismus dieser Prägung und dem christlichen Glauben. Im Dezember 2001 sprach die Glaubenskongregation ein Rede-, Schreib- und Auftrittsverbot gegen Jäger aus, welches das Bischöfliche Ordinariat Würzburg im Januar 2002 ausführte. Dieses Verbot war zunächst zeitlich limitiert und ließ insofern die Möglichkeit offen, dass Willigis Jäger in seine volle Funktion als Mönch und katholischer Priester wieder eingesetzt werden würde, falls er die von der Glaubenskongregation verurteilten Lehren revidieren würde. Im Jahr 2002 legte Willigis Jäger jedoch das Priesteramt nieder und bat die Abtei Münsterschwarzach, exklaustriert (aus dem Kloster beurlaubt) zu werden. Er war weiterhin Mitglied seiner Klostergemeinschaft; deren Abt und Gemeinschaft standen zu ihm. Er wurde auch unter Leitung von Abt Michael Reepen und Beteiligung der Klostergemeinschaft auf dem Friedhof der Abtei beigesetzt.

## Publikationen
- Geh den inneren Weg: Texte der Achtsamkeit und Kontemplation. Herder, Freiburg 1999, ISBN 3-451-05027-7.
- Der Himmel in dir: Einübung ins Körpergebet. (mit Beatrice Grimm), Kösel, München 2000, ISBN 3-466-20452-6.
- Kontemplation: Gott begegnen – heute. Herder, Freiburg 2002, ISBN 3-451-05278-4.
- Aufbruch in ein neues Land: Erfahrungen eines spirituellen Lebens. Herder, Freiburg 2003, ISBN 3-451-05381-0.
- Wohin unsere Sehnsucht führt: Mystik im 21. Jahrhundert. Via Nova, Petersberg 2003, ISBN 3-936486-21-2.
- In jedem Jetzt ist Ewigkeit: Worte für alle Tage. Hg. Christoph Quarch, Kösel, München 2003, ISBN 3-466-36640-2.
- Suche nach dem Sinn des Lebens. Via Nova, Petersberg 2004, ISBN 3-928632-03-5.
- Wiederkehr der Mystik: Das Ewige im Jetzt erfahren. Herder, Freiburg 2004, ISBN 3-451-05399-3.
- 27 Perlen der Weisheit. Keiko Nimura-Eckert Hg., Via Nova, Petersberg 2004, ISBN 3-936486-44-1.
- „… denn auch hier sind Götter“: Wellness, Fitness und Spiritualität. zus. mit Christoph Quarch, Herder, Freiburg 2004, ISBN 3-451-05457-4.
- Gesang der Stille: spirituelle Gedichte der Weggemeinschaft Willigis Jäger. Via Nova, Petersberg 2004, ISBN 3-936486-75-1.
- Das Leben ist Religion: Stationen eines spirituellen Weges. Kösel, München 2005, ISBN 3-466-36676-3.
- Suche nach der Wahrheit. Via Nova, Petersberg 2005, ISBN 3-928632-41-8.
- In jedem Jetzt ist Ewigkeit: Worte für alle Tage. Knaur, München 2007, ISBN 978-3-426-87348-9.
- Anders von Gott reden. Via Nova, Petersberg 2007, ISBN 978-3-86616-061-3.
- Geh den inneren Weg: Texte der Achtsamkeit und Kontemplation. Herder, Freiburg 2008, ISBN 978-3-451-05999-5.
- Westöstliche Weisheit: Visionen einer integralen Spiritualität. Theseus, Stuttgart 2008, ISBN 978-3-7831-9531-6.
- Zen im 21. Jahrhundert. Kamphausen, Bielefeld 2009, ISBN 978-3-89901-197-5.
- Über die Liebe. Kösel, München 2009, ISBN 978-3-466-36842-6.
- Die Flöte des Unendlichen: mystische Rezitationstexte aus Ost und West. Wege der Mystik, Gerbrunn 2009, ISBN 978-3-9810310-5-8.
- Ewige Weisheit: das Geheimnis hinter allen spirituellen Wegen. Kösel, München 2010, ISBN 978-3-466-36887-7.
- Das Leben endet nie: Über das Ankommen im Jetzt. Herder, Freiburg 2010, ISBN 978-3-451-06152-3.
- Die Welle ist das Meer: mystische Spiritualität. Kreuz, Freiburg 2010, ISBN 978-3-7831-3460-5.
- Kontemplation – ein spiritueller Weg. Kreuz, Freiburg 2010, ISBN 978-3-7831-8012-1.
- Finde deinen inneren Weg. Kreuz, Freiburg 2011, ISBN 978-3-451-61083-7.
- Perlen der Weisheit – Die schönsten Texte von Willigis Jäger. Hg. Christoph Quarch und Elisabeth Walcher, Herder, Freiburg 2012, ISBN 978-3-451-07154-6.
- Jenseits von Gott. Hg. Beatrice Grimm, Wege der Mystik, Holzkirchen 2012, ISBN 978-3-9810310-6-5.
- Westöstliche Weisheit: Visionen einer integralen Spiritualität. Herder, Freiburg 2013, ISBN 978-3-451-06151-6.
- Wiederkehr der Mystik: Das Ewige im Jetzt erfahren. Herder, Freiburg 2013, ISBN 978-3-451-06569-9.
- Raum und Gegenwart: Inspirationen aus Zen und Kontemplation. Kösel, München 2013, ISBN 978-3-466-37073-3.
- Winfried Nonhoff (Hrsg.): Anselm Grün. Willigis Jäger. Das Geheimnis jenseits aller Wege. Was uns eint, was uns trennt. Vier Türme, Münsterschwarzach 2013, ISBN 978-3-89680-842-4.
- Kontemplatives Beten: Einführung nach Johannes vom Kreuz. Vier Türme, Münsterschwarzach 2015, ISBN 978-3-89680-925-4.